# Christian W. Mucha
Christian W. Mucha, tatsächlicher Name Wolfgang Christian Mucha (* 14. August 1954 in Wien) ist ein österreichischer Verleger.

## Leben und Wirken als Verleger
Christian W. Mucha gründete 1978 gemeinsam mit Adolf G. Löwy und diversen Minderheitsgesellschaftern einen Fachzeitschriftenverlag. 1979 übernahm Mucha die Anteile aller Minderheitsgesellschafter und publizierte die Zeitschrift FM Fremdenverkehr. 1982 übernahm er die Führung des Fachmagazins FM für Gastronomie, Hotellerie, Touristik und Großverbrauch/Catering allein. Der Name des Verlages wurde von Löwy und Mucha Zeitschriftenverlag auf Mucha Verlag GmbH geändert.

### ExtraDienst
1984 kaufte Mucha die Infos für die Medienbranche – ExtraDienst und baute das ab 2003 monatlich erscheinende Magazin von ursprünglich zwischen acht und 16 Seiten auf 200 bis zu 380 Seiten Heftvolumen aus. Mucha ist Chefredakteur dieser Zeitschrift. 2013 konzipierte er für den ExtraDienst ein Cover mit einem 1,5 Millimeter dünnen sonderangefertigten Flatscreen mit 60 Minuten Contentkapazität. Zudem publizierte das Magazin ein Cover zum Kosten (Lecken Sie uns am Cover, ED 3/2005).
Der ExtraDienst veranstaltet jedes Jahr den Werbepreis namens Werbe-EDward, ein PR-Agenturranking sowie ein breit angelegtes Journalisten-Ranking. Außerdem ist der ExtraDienst als österreichischer Vertreter in der Jury des internationalen Werbepreises Epica vertreten.

### Restaurant- und Shoppingführer
1986 brachte Mucha den Restaurant-Guide für Gastronomie-Service mit dem Namen Der Mucha auf den Markt. Dieser verkaufte sich nach eigenen Angaben 46.400 Mal.
1988 brachte Mucha den Shopping-Guide Die Mucha heraus und testete in 24 Kategorien den heimischen Service beim Shopping. 1988 erschien der Shopping-Guide im eigens dafür gegründeten MDR Verlag, an dem Andreas Dressler und Chris Radda interimistisch minderheitsbeteiligt waren. 1989 holte sich Mucha die Anteile zurück.

### Weitere Magazine
1991 brachte Mucha die Luxuszeitschrift elite auf den Markt. Vier Jahre später gründete er mit FaktuM – Schnelle Infos für Touristiker das Pendant zu FM für die Reisebranche. 2008 gründete Mucha die Zeitschrift Pokermagazin. 2011 verkaufte er sie an Inside Media Publishing.

## Trivia
Mucha ist Kunstsammler. 1994 erwarb er Schloss Drasing in Kärnten, wo er auch seine Verlobung feierte. Dominic Heinzl moderierte.
2000 begründete er die Mucha Privatstiftung und brachte dort seinen Verlag, alle Titelrechte, diverse Immobilien und die Kunstsammlung ein. Seither besitzt er nur noch 0,2 Prozent der Anteile an der Mucha Verlag GmbH, ist jedoch auf Lebenszeit als Herausgeber und Geschäftsführer aller Magazine der Gruppe bestellt und bestätigt.
2023 initiierte Mucha eine Kampagne zur alternativen Gestaltung des neuen ÖSV-Logos „Ski Austria“.

### Ehrung
- 2025 Ehrenzeichen des Landes Kärnten[11]